# 502 Sigune
502 Sigune је астероид главног астероидног појаса са пречником од приближно 15,98 km.
Афел астероида је на удаљености од 2,811 астрономских јединица (АЈ) од Сунца, а перихел на 1,953 АЈ.
Ексцентрицитет орбите износи 0,180, инклинација (нагиб) орбите у односу на раван еклиптике 25,027 степени, а орбитални период износи 1343,123 дана (3,677 године).
Апсолутна магнитуда астероида је 10,77 а геометријски албедо 0,340.
Астероид је откривен 19. јануара 1903. године.